# Louvières (Haute-Marne)
Louvières település Franciaországban, Haute-Marne megyében. Lakosainak száma 90 fő (2022. január 1.). Louvières Nogent, Poulangy, Sarcey és Vesaignes-sur-Marne községekkel határos.

## Népesség
A település népességének változása:
| Lakosok száma | 166  | 142  | 138  | 110  | 101  | 101  | 97   | 94   | 94   | 90   |
|               | 1968 | 1982 | 1990 | 2006 | 2013 | 2015 | 2017 | 2019 | 2020 | 2022 |